# Gabriele Steinfatt
Gabriele Steinfatt (geboren 1977 in Bad Harzburg) ist eine deutsche Juristin. Seit dem 1. September 2019 ist sie Richterin am Gericht der Europäischen Union.

## Leben und Beruf
Ab 1996 studierte Gabriele Steinfatt deutsches und französisches Recht an der Universität des Saarlandes in Saarbrücken. An der Université Robert Schuman in Straßburg erhielt sie 2000 die Maîtrise en droit und das Certificat de droit européen. Die erste juristische Staatsprüfung legte sie 2002 ab. Am Europa-Institut der Uni des Saarlandes schloss sie einen  Aufbaustudiengang „Europäische Integration“ an. Dem Referendariat am Oberlandesgericht Saarbrücken folgte 2005 das zweite juristische Staatsexamen. Im Oktober 2005 wurde sie Richterin am 
Verwaltungsgericht der Freien Hansestadt Bremen, im Juli 2018 am Oberverwaltungsgericht der Freien Hansestadt Bremen. Dazwischen lag 2011 ihre Promotion mit der Dissertation Die Unparteilichkeit des Richters in Europa im Lichte der Rechtsprechung des europäischen Gerichtshofes für Menschenrechte an der Universität des Saarlandes. Im Mai 2019 wurde sie zur Richterin am Gericht der Europäischen Union in Luxemburg ernannt. Ihre Amtszeit für sechs Jahre begann am 1. September 2019.

## Schriften
- Die Unparteilichkeit des Richters in Europa im Lichte der Rechtsprechung des europäischen Gerichtshofes für Menschenrechte. Nomos, Baden-Baden 2012. ISBN 978-3-8329-7027-7.